# Mus callewaerti
Mus callewaerti és una espècie de mamífer rosegador de la família dels múrids. Viu a altituds d'entre 900 i 1.400 msnm a Angola i la República Democràtica del Congo. El seu hàbitat natural són les sabanes. És una espècie en risc mínim, és a dir, no sembla que hi hagi cap amenaça significativa per a la seva supervivència. L'espècie fou anomenada en honor del missioner i naturalista belga Richard Callewaert.